# Tanygnathus megalorynchos
Tanygnathus megalorynchos е вид птица от семейство Psittaculidae.

## Разпространение
Видът е разпространен в Индонезия и Източен Тимор.